# Wolfgang Schlief
Wolfgang Schlief (* 13. April 1949 in Timmendorfer Strand; † 25. Juli 2018 in Pessac, Département Gironde, Frankreich) war ein deutscher Fußballspieler. Der auf den Positionen Mittelfeld und Angriff eingesetzte Schlief absolvierte in der Saison 1975/76 insgesamt 19 Bundesligaspiele für Werder Bremen und schoss dabei ein Tor. Ab 1976 kam er in 126 Zweitligaspielen für Eintracht Trier zum Einsatz, wobei er 16 Treffer erzielte.

## Laufbahn
In jungen Jahren war der Niederrhein-Auswahlspieler beim Verbandsligisten Eintracht Duisburg, später beim 1. FC Bocholt und VfR Neuss aktiv. Insbesondere die Offensivleistungen welche Schlief beim VfR Neuss in der Verbandsliga Niederrhein gezeigt hatte – 1973/74: 1. Platz; 1974/75: 3. Platz – machten den Bundesligisten SV Werder Bremen auf ihn aufmerksam. Schlief wurde zur Saison 1975/76 neben Georg Müllner (VfB Stuttgart Amateure) und Ibrahim Sunday (FC Komasi/Ghana) als Neuzugänge für die Grün-Weißen von der Weser verpflichtet. Noch Anfang Juli 1975 gehörte Schlief dem Aufgebot der Amateurnationalmannschaft an, die auf einer Asienreise am 8. Juli auch in Singapur gegen Singapur eine Länderspiel austrug. Der Ex-Neusser lief beim 4:1-Erfolg als Mittelstürmer an der Seite von Mitspielern wie Egon Schmitt, Norbert Eder und Ulrich Stielike auf und erzielte ein Tor. Werder startete am 9. August 1975 unter Trainer Herbert Burdenski mit einem Auswärtsspiel beim VfL Bochum in die Runde. Beim 3:0-Erfolg der Bremer bildete er zusammen mit Sanny Åslund und Werner Görts den Angriff. Ende Februar 1976 löste Otto Rehhagel den vorherigen Trainer Burdenski ab und am Rundenende belegte Werder den 13. Rang. Schlief hatte 19 Bundesligaspiele bestritten und ein Tor erzielt. Daneben lief er noch für die DFB-Amateure am 12. November 1975 (Luxemburg A; 1:0) und am 7. April 1976 (Dänemark Jun.; 1:0) bei zwei weiteren Länderspieleinsätzen auf. Zur Saison 1976/77 schloss sich der studierte Maschinenbau-Ingenieur Eintracht Trier in der 2. Fußball-Bundesliga Süd an.
Schlief debütierte am 11. September 1976 bei Eintracht Trier unter Trainer Hans-Wilhelm Loßmann beim 2:0-Heimerfolg gegen den KSV Baunatal in der 2. Bundesliga. In der 11. Minute brachte er Trier mit 1:0 in Führung. Sein vormaliger Bremer Mannschaftskollege Müllner war jetzt auch nach Trier gewechselt.
Hans-Dieter Roos löste Loßmann ab Januar 1977 ab und Trier schaffte mit dem 17. Rang durch den Lizenzverzicht von Röchling Völklingen den Klassenerhalt. An der Seite von Mitspielern wie Helmut Bergfelder, Rolf Bauerkämper, Werner Vollack (Torhüter), Reiner Brinsa, Heinz Histing und dem vormaligen Werder-Kollegen Müllner hatte Schlief für Trier 31 Zweitligaspiele absolviert und zehn Tore erzielt. In den nächsten drei Runden lief Schlief noch in 95 weiteren Zweitligapartien für Trier auf und erzielte dabei sechs Tore.
Sein viertes und letztes Spiel in der deutschen Amateur-Nationalmannschaft hatte er am 21. September 1976 in Naestved gegen Dänemark U 21 absolviert. Mit Walter Krause und Winfried Stradt bildete er dabei den Angriff.